# あいらFM
株式会社あいらFM（あいらエフエム）は、鹿児島県姶良市に所在する超短波放送（FM放送）を行う特定地上基幹放送事業者である。
あいらびゅーFMの愛称でコミュニティ放送をしている。

## 概要
2017年開局。FMさつませんだい（薩摩川内市）の局長をしていた創業者が姶良市に移り開局した。姶良市が施設を整備し民間企業が放送局を運営する公設民営の方式である。SOO Good FM（曽於市）やおおさきFM（大崎町、2022年開局）、かつてのFMさつませんだいと同じく、開局支援にはFMきらら（山口県宇部市のコミュニティ放送局）が母体となって設立された合同会社コミュニティメディア開発推進機構が携わっており、「全時間生放送」の方式を採用しており、放送時間は7時〜21時。

## 沿革
- 2017年（平成29年）
  - 3月24日 - 特定地上基幹放送局の予備免許を取得[3]
  - 4月14日 - 開局[1]

## 主な番組
- We Love AIRA!（月曜 - 金曜 7:00 - 7:55）
- 観音寺生豊ハッピーワールド（月曜 12:00 - 13:00）
- OH!昼です Happy Songs（月曜 13:00 - 14:00）
- スマイリー園田の脳天気マンデー（月曜 16:00 - 17:00）
- スマイリー園田のゴキゲンfine!!（月曜 17:00 - 17:55）
- 福島やすしの大人ゆるラジ！（月曜 18:00 - 19:00）
- Musi QUEST〜ミュージックエスト〜（火曜 8:00 - 9:00）
- あいらびゅー子育てラボ（火曜 10:00 - 11:00）
- さつまにあんTuesday（火曜 11:00 - 13:00）
- あいらひすろりー便History（火曜 15:00-16:00）
- ヤミナベ（火曜 16:00-17:00）
- あいらSTORIES（火曜 18:00-19:00）
- ぱくさんの「ふらっと」ラジオ時間（火曜 19:00-20:00）
- 今夜は火曜日!週刊温ぱら!!生放送中〜ズデイ!（火曜 20:00 - 21:00）
- あいらあの時あのへんで（水曜 18:00 - 19:00）
- 自称寺オタクたっつあんのテラバナシ（金曜 12:00 - 13:00）
- LOVE&CHEST FRIDAY（金曜 18:00 - 19:00）
- 好き語るラジオ（金曜 20:00 - 21:00）
- あいらViewサタデー（土曜 13:00 - 14:00）
- 昭和横丁（土曜 14:00 - 15:00）
- サタスポ（土曜 17:00 - 17:55）
- あいらViewサンデー（日曜 13:00 - 16:00）
- あいらがいっぱい!
- AIRA全開!